# At War with the Army
At War with the Army es la tercera película en que intervinieron el tándem de cómicos formado por Jerry Lewis y Dean Martin, y la primera concebida para el lucimiento expreso de las dos estrellas, que ya figuran en la cabeza del cartel.
La película se basa en la obra teatral homónima de James B. Allardice, representada en Broadway en 1949.

## Argumento
En plena Segunda Guerra Mundial, dos soldados provocan todo tipo de situaciones inverosímiles en un campo de entrenamiento militar. 

## Ficha técnica
- Color: Blanco y negro
- Productor ejecutivo: Abner J. Greshler
- Dirección artística: George C. Jenkins
- Montaje: Paul Weatherwax
- Asistente de dirección: Alvin Ganzer
- Sonido: Frank McWhorter
- Director musical: Joseph J. Lilley
- Director de diálogos: Joan Hathaway
- Diseño de vestuario: Jack Dowsing
- Maquillaje: Lee Greenway